# Ludwig Snell (politiker)
Ludwig Snell, född den 6 april 1785 i Idstein i furstendömet Nassau-Usingen, död den 5 juli 1854 i Küsnacht, var en schweizisk politiker.
Snell hade anställning som professor i olika städer i Schweiz och verkade jämte sin broder, professor Wilhelm Snell (född 1789, död 1851), som lärare och tidningsman för författningens radikalisering.